# Pyrausta argyrogaster
Pyrausta argyrogaster is een vlinder uit de familie van de grasmotten (Crambidae), uit de onderfamilie van de Pyraustinae. De wetenschappelijke naam van deze soort is voor het eerst voorgesteld als Botys argyrogaster door Arthur Gardiner Butler in een publicatie uit 1886.
De soort komt voor in Fiji.